# Zuhal Atmar
Zuhal Atmar é uma ambientalista e empresária afegã, fundadora da Gul-i-Mursal, uma usina de reciclagem de papel em Cabul. É a primeira mulher a dirigir uma usina de reciclagem no Afeganistão. Foi classificada como uma das 100 mulheres mais inspiradoras do mundo, pela BBC 100 Women, no ano de 2021.

## Biografia
Atmar nasceu no ano de 1984, no Afeganistão. Devido ao Talibã, se refugiou para o Paquistão. Fez curso de computação e inglês no Comitê Internacional de Refugiados, participou de treinamentos de gestão na Save the Children, no Reino Unido e na Solidarite Afghan, na Bélgica. Com a queda do Talibã, retornou para seu país. Trabalhou como Assistente Executiva do Ministro de Antinarcóticos e também como Oficial de gênero e apoio à pesquisa para a Unidade de Pesquisa e Avaliação do Afeganistão (AREU). Com o dinheiro de empregos anteriores e com um empréstimo de US$ 100.000,00 da Agência dos Estados Unidos para o Desenvolvimento Internacional (USAID), Atmar comprou equipamentos da China e abriu a usina de reciclagem de papel Gul-i-Mursal. Por ser mulher neste ramo de negócios, Atmar recebeu ameaças de seus concorrentes homens.

Em agosto de 2021, com a retomada do Talibã ao Afeganistão, Atmar precisou fugir do país novamente. Passou alguns meses em um campo para refugiados e depois foi transferida para Carolina do Norte, nos Estados Unidos.